# Стрельба на Южнотихоокеанских мини-играх 2001
Соревнования по стрельбе на VI Южнотихоокеанских мини-играх 2001 года прошли в посёлке Кингстон на Острове Норфолк.
Их участники разыграли шесть комплектов медалей в стендовой стрельбе — в трапе, дубль-трапе и ските в индивидуальном и командном зачётах.
В соревнованиях выступали стрелки 5 стран и территорий: Ниуэ, Острова Норфолк, Папуа — Новой Гвинеи, Фиджи, Французской Полинезии.
Четыре золотых медали выиграли стрелки Французской Полинезии, две — Острова Норфолк.

## Медальный зачёт
| Место | Страна                | Золото | Серебро | Бронза | Всего |
| ----- | --------------------- | ------ | ------- | ------ | ----- |
| 1     | Французская Полинезия | 4      | 1       | 1      | 6     |
| 2     | Остров Норфолк        | 2      | 5       | 2      | 9     |
| 3     | Ниуэ                  | 0      | 0       | 2      | 2     |

## Медалисты
| Дисциплина                      | Золото                                                           | Золото | Серебро                                                                | Серебро | Бронза                                                          | Бронза |
| ------------------------------- | ---------------------------------------------------------------- | ------ | ---------------------------------------------------------------------- | ------- | --------------------------------------------------------------- | ------ |
| Трап Индивидуальный зачёт       | Жино Мурин Французская Полинезия                                 | 119    | Бэзил Верко Остров Норфолк                                             | 111     | Милтон Брэдли Остров Норфолк                                    | 105    |
| Дубль-трап Индивидуальный зачёт | Бэзил Верко Остров Норфолк                                       | 122    | Эндрю Барнетт Остров Норфолк                                           | 121     | Жино Мурин Французская Полинезия                                | 120    |
| Скит Индивидуальный зачёт       | Рума Бамбридж Французская Полинезия                              | 118    | Бэзил Верко Остров Норфолк                                             | 117     | Эндрю Барнетт Остров Норфолк                                    | 115    |
| Трап Командный зачёт            | Французская Полинезия · Жино Мурин · Иро Прач · Хуберт Или-Цуэнь | 321    | Остров Норфолк · Бэзил Верко · Милтон Брэдли · Эндрю Барнетт           | 314     | Ниуэ · Морган Магатогиа · Хэнк Хэд · Морган Тауфиту             | 238    |
| Дубль-трап Командный зачёт      | Остров Норфолк · Бэзил Верко · Милтон Брэдли · Эндрю Барнетт     | 362    | Французская Полинезия · Таматоа Герри · Эрик Зорньотти · Лоренс Лакомб | 355     | Ниуэ · Морган Магатогиа · Морган Тауфиту · Сионебелль Тогиавалу | 293    |
| Скит Командный зачёт            | Французская Полинезия · Жино Мурин · Иро Прач · Рума Бамбридж    | 344    | Остров Норфолк · Бэзил Верко · Эндрю Барнетт · Питер Вудвард           | 341     | Ниуэ · Морган Магатогиа · Морган Тауфиту · Сионебелль Тогиавалу | 238    |